# Муншигандж (зіла)
Муншигандж (бенг. মুন্সিগঞ্জ জেলা) — округ в центральній частині Бангладеш, в регіоні Дака. Утворений 1984 року з частини території округу Дака. Адміністративний центр — місто Муншигандж. Площа округу — 955 км². За даними перепису 2001 року населення округу становило 1 293 536 чоловік. Рівень писемності дорослого населення становив 35,8 %, що нижче за середній показник по Бангладеш (43,1 %). 90,78 % населення округу сповідувало іслам, 8,01 % — індуїзм, 1,2 % — християнство.

## Адміністративно-територіальний поділ
Округ складається з 6 підокругів.
Підокруги (центр)
1. Лохаджанг (Лохаджанг)
2. Шрінагар (Шрінагар)
3. Муншигандж-Садар (Муншигандж)
4. Серадждікхан (Серадждікхан)
5. Тонгібарі (Тонгібарі)
6. Газарія (Газарія)